# Tea Tree
Tea Tree är en ort i Australien. Den ligger i kommunen Brighton och delstaten Tasmanien, i den sydöstra delen av landet, omkring 22 kilometer norr om delstatshuvudstaden Hobart. Antalet invånare är 573.
Närmaste större samhälle är Bridgewater, nära Tea Tree. 
Trakten runt Tea Tree består i huvudsak av gräsmarker. Runt Tea Tree är det ganska tätbefolkat, med 124 invånare per kvadratkilometer. Genomsnittlig årsnederbörd är 697 millimeter. Den regnigaste månaden är juli, med i genomsnitt 78 mm nederbörd, och den torraste är februari, med 41 mm nederbörd.